# Estación Azopardo
Azopardo es una estación de ferrocarril ubicada en la localidad homónima, Partido de Puan, Provincia de Buenos Aires, Argentina.

## Servicios
Pertenece al Ferrocarril General Roca en su ramal entre Darregueira hasta Alpachiri y Remecó. 
No presta servicios de pasajeros desde 1978, sin embargo por sus vías corren trenes de carga, a cargo de la empresa Ferroexpreso Pampeano.